# Volkswagen Motores

A Volkswagen Motores está localizada na cidade de São Carlos, a fábrica tem área total de 750 mil m², dos quais 84 mil m² são de área construída, com mais uma nova linha de produção que entrou em operação aumentando o número de empregados e a capacidade de produção da unidade, que completou 17 anos em São Carlos com mais de 7,5 milhões de motores produzidos e a terceira maior fábrica de motores da marca, atrás apenas da Salzgitter, na Alemanha, e Arrabona, da Audi, na Hungria.
A fábrica de São Carlos emprega mais de 800 pessoas e é responsável pela produção de 67 modelos de 1.0, 1.4 e 1.6 litro, que equipam o Novo Gol, Fox, Novo Voyage, Crossfox, Saveiro, Polo, Polo Sedan, Kombi, Gol G4 e Golf.

## História
A unidade foi inaugurada em 12 de outubro de 1996, e produz 42 modelos diferentes de motores alimentados por combustíveis diversos como gasolina, álcool e diesel, além dos motores flexíveis, que equipam os modelos Gol, Parati, Saveiro, Golf, Fox, Polo hatch e sedan. 
Seus produtos têm como destino as fábricas Anchieta e Taubaté, em São Paulo, a fábrica Curitiba, no Paraná, além de outros países como Espanha e África do Sul.
A unidade foi projetada e construída para produzir com a mesma qualidade das melhores indústrias européias.
Fora da Europa, São Carlos foi a primeira unidade do Grupo Volkswagen a conquistar o certificado ambiental ISO 14001, em 1997, tornando-se referência em gestão ambiental para as demais unidades na América do Sul.
Inaugurada a ampliação da fábrica em junho de 2013, onde serão feitos os motores 1.0 litros da família EA-211 de 3 cilindros. 

## Linha de Produtos
Fabrica 16 tipos de motores.
Modelos
- EA-111
- EA-113
- EA-211
- EA-827 (motor AP/MD)